# Searching (singolo)
Searching è un singolo del gruppo musicale italiano Change, pubblicato nel luglio 1980 come secondo singolo dall'album The Glow of Love.
Scritta da Mauro Malavasi e da Paul Slade Il brano, così come buona parte delle canzoni inserite nel disco, è cantato da un allora semi-sconosciuto Luther Vandross, che aveva però già collaborato con importanti artisti del campo disco/funk. Nel Regno Unito è diventato il più grande successo commerciale del complesso, avendo raggiunto il #11 nella classifica locale.

## Tracce
7"
1. Searching - 3:15
2. Angel In My Pocket - 6:02

12"
1. Searching - 8:01
2. Angel In My Pocket - 6:06

## Formazione
- Luther Vandross - voce, cori
- Mauro Malavasi - tastiera, cori, arrangiamento
- Davide Romani - basso

Produzione
- Mauro Malavasi – produzione, missaggio, mastering

## Classifiche
| Classifica (1980)   | Posizione massima |
| ------------------- | ----------------- |
| Irlanda             | 22                |
| Regno Unito         | 11                |
| Stati Uniti (dance) | 1                 |
| Stati Uniti (soul)  | 23                |